# Далас (Џорџија)
Далас (енгл. Dallas) град је у америчкој савезној држави Џорџија. По попису становништва из 2010. у њему је живело 11.544 становника.

## Демографија
Према попису становништва из 2010. у граду је живело 11.544 становника, што је 6.488 (128,3%) становника више него 2000. године.
| Група             | 2000.         | 2010.         |
| Белци             | 4.294 (84,9%) | 6.726 (58,3%) |
| Афроамериканци    | 512 (10,1%)   | 3.598 (31,2%) |
| Азијати           | 40 (0,8%)     | 152 (1,3%)    |
| Хиспаноамериканци | 103 (2,0%)    | 826 (7,2%)    |
| Укупно            | 5.056         | 11.544        |